# Fou, peut-être
Albums de Julien Clerc
Où s'en vont les avions ?
(2008) Partout la musique vient
(2014)
Fou, peut-être est le vingt-deuxième album studio de Julien Clerc sorti le 7 novembre 2011.
La première chanson à en être extraite est Hôtel des Caravelles. L'album est certifié double disque de platine pour plus de 200 000 exemplaires.

## Titres
| 1.          | Hôtel des Caravelles                                    | Gérard Duguet-Grasser | Julien Clerc | 3 min 23 s |
| 2.          | Le Temps d'aimer                                        | Jean-Loup Dabadie     | Julien Clerc | 3 min 36 s |
| 3.          | La nuit c'est tous les jours                            | Alex Beaupain         | Julien Clerc | 3 min 19 s |
| 4.          | Les Souvenirs                                           | Charles Aznavour      | Julien Clerc | 4 min 11 s |
| 5.          | Les Jours entre les jours de pluie                      | Mike Ibrahim          | Julien Clerc | 3 min 33 s |
| 6.          | Fou, peut-être                                          | Maxime Le Forestier   | Julien Clerc | 4 min 08 s |
| 7.          | Le père dit à son fils                                  | Gérard Manset         | Julien Clerc | 2 min 51 s |
| 8.          | L'amour prend tout                                      | Gérard Duguet-Grasser | Julien Clerc | 2 min 11 s |
| 9.          | Où est-elle ?                                           | Gérard Duguet-Grasser | Julien Clerc | 3 min 46 s |
| 10.         | La Romance du petit cheval                              | Gérard Duguet-Grasser | Julien Clerc | 2 min 35 s |
| 11.         | Les Dégâts                                              | Julien Doré           | Julien Clerc | 3 min 19 s |
| 12.         | Sur la plage une enfant                                 | Gérard Manset         | Julien Clerc | 4 min 33 s |
| 13.         | Les Lumières (sur l'édition « deluxe »)                 | Gérard Duguet-Grasser | Julien Clerc | 3 min 14 s |
| 14.         | Je suis un grand cygne blanc (sur l'édition « deluxe ») | Gérard Manset         | Julien Clerc | 3 min 08 s |
| 15.         | La vie est un tango (sur l'édition « deluxe »)          | Gérard Duguet-Grasser | Julien Clerc | 3 min 29 s |
| 51 min 10 s |                                                         |                       |              |            |

## Classements et certifications
| Classement (2011–13)         | Meilleure position |
| ---------------------------- | ------------------ |
| Belgique (Flandre Ultratop)  | 67                 |
| Belgique (Wallonie Ultratop) | 1                  |
| France (SNEP)                | 2                  |
| Suisse (Schweizer Hitparade) | 32                 |
| Suisse (Charts Romandie)     | 3                  |

| Classement (2011)            | Position |
| ---------------------------- | -------- |
| Belgique (Wallonie Ultratop) | 36       |
| France (SNEP)                | 36       |

| Classement (2012)            | Position |
| ---------------------------- | -------- |
| Belgique (Wallonie Ultratop) | 48       |
| France (SNEP)                | 100      |

### Certification
| Pays          | Certification | Date | Ventes certifiées |
| ------------- | ------------- | ---- | ----------------- |
| France (SNEP) | 2 × Platine   | 2011 | 200 000           |